# نختوباستراو

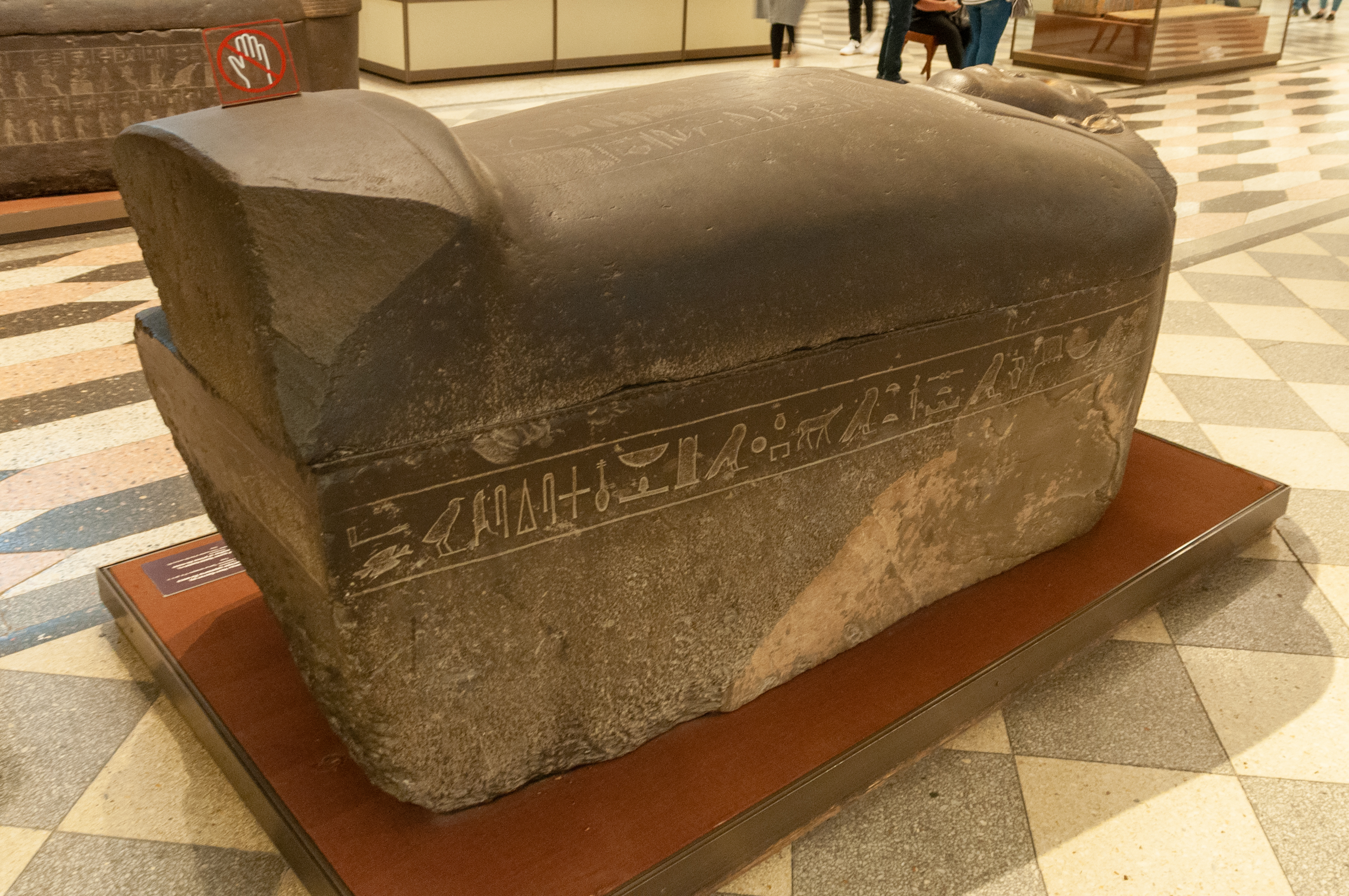
تابوت سنگی نختوباستراو

نختوباستراو (انگلیسی: Nakhtubasterau) یا نخت‌باستت‌ایرو همسر بزرگ سلطنتی فرعون آماسیس دوم بود. دوران حکمرانی این دو مربوط به دودمان بیست و ششم مصر است. نام او به افتخار باستت نام‌گذاری‌شده است.

## زندگی‌نامه
نختوباستراو یکی از همسران شناخته‌شدهٔ فرعون آماسیس دوم بود. او را از سنگ یادبود سراپیوم سقاره می‌شناسیم. او دارای القاب همسر پادشاه، معشوق او، صاحب بزرگ عصای سلطنتی هتس و بسیار ستوده بود.
او مادرِ دو پسر بود:
- «پاسن‌ان‌خونسو» پسر پادشاه که سنگ یادبود سراپیوم را اهدا کرد.
- ژنرال «احموس د» که در جیزه به خاک سپرده شد.[۲]

## دفن
نختوباستراو در جیزه در یک مقبره سنگ‌تراش شده با شماره جی۹۵۵۰ به خاک سپرده شد. او را با پسرش احموس - که گاهی آماسیس نامیده می‌شود - که یک ژنرال بود به خاک سپردند. تابوت سنگی ناختوباستراو به صورت نام الهه گربه باستت ساخته شده است.